# Eugenia egensis
Eugenia egensis är en myrtenväxtart som beskrevs av Dc.. Eugenia egensis ingår i släktet Eugenia och familjen myrtenväxter. Inga underarter finns listade i Catalogue of Life.